# 信徳集団
信徳集団 (しんとくしゅうだん 英語: Shun Tak Holdings Limited、中国語: 信德集團有限公司)は、1972年に設立された香港およびマカオで主に活動している企業である。2006年9月11日よりハンセン総合指数シリーズのうちハンセン香港中型株指数の構成銘柄となっている。同社は海運業、不動産、観光業および投資業を展開しています。海運部門は香港中旅国際投資との合弁事業としてTurboJETを経営し、香港とマカオの間で水中翼船および高速フェリーの運航を行っている。 
同社はスタンレー・ホーにより設立され、現在、娘のパンジー・ホーが総経理を務め、姉妹であるデイジー・ホーとメイジー・ホー、およびデビッド・シュム（David Shum）らが上級経理として彼女を支えている。

## 動向
2010年まで、スタンレー・ホーが同社株式を独占していたところ、同年末、彼は、信徳集団の株式11.55%を、2番目の妻である藍瓊珱と5人の子供が経営する興利嘉不動産に譲渡。この譲渡により、興利嘉は信徳集団の最大の単独株主となった。
2015年4月、上海のホテル物件を7億人民元（9億パタカ）で購入。
2017年1月、シンガポールの商業施設を2億4,675万米ドルで買収。

## 企業活動
同社は以下に例示する多くの海運会社および不動産を保有している。
- コンウィック・インベストメント（Conwick Investment Ltd）
- ファー・イースト・ハイドロフォイル（Far East Hydrofoil Company Ltd）
- 香港マカオ・ハイドロフォイル（Hong Kong Macao Hydrofoil Company Ltd）
- サンライズ・フィールド（Sunrise Field Ltd）
- タイ・タック・ヒン・シッピング（Tai Tak Hing Shipping Company Ltd）
もともとは独立系企業で、1971年にマカオ発の航行中、台風ローズでランタオ島沖で沈没し、88人の命が失われた蒸気船フェリーを所有していた。
- ウェルス・トランプ（Wealth Trump Ltd）
- シュン・タック・チャイナ・トラベル・マカオ・フェリー（Shun Tak–China Travel Macau Ferries Ltd）
旧称：香港・マカオ・ニュー・ワールド・ファースト・フェリー・サービス
- コンパニア・デ・セルビソス・デ・フェリーSTCT（Companhia de Serviços de Ferry STCT）
旧称：ニュー・フェリー - トランスポート・マリティモ・デ・パサージュイロス

### マカオでの居住物件
| 物件名                     | 所在地 | 住宅ユニット | 完成年 | 階数 | 高さ     |
| -------------------------- | ------ | ------------ | ------ | ---- | -------- |
| ノヴァ・タイパ・ガーデンズ | タイパ | 2,228        | 1997   | 27   | 86.26 m  |
| ノヴァ・シティ             | タイパ | 1,932        | 2008   | 36   | 109.8 m  |
| ノヴァ・パーク             | タイパ | 620          | 2014   | 42   | 141.40 m |